# レイリー・テイラー波
レイリー・テイラー波（レイリー・テイラーは）は、爆薬と対象物の密度差が大きい場合に、レイリー・テイラー不安定性により微小な擾乱が成長することで対象物との間に生じる低圧の波。爆轟のエネルギーを浪費し、衝撃波領域の圧力を低下させる。
爆縮等において、爆薬よりも密度が遙かに大きい重金属に対して衝撃波が投射される場合に発生する。